# داش‌آرخ پایین
داش‌آرخ پایین (به لاتین: Aşağı Daşarx) یک منطقه مسکونی در جمهوری آذربایجان است که در شهرستان شرور واقع شده است. این روستا ۶۶۳ نفر جمعیت دارد.